# AZ in het seizoen 2015/16
In het seizoen 2015/16 komt AZ uit in de Eredivisie. Ook doet AZ dit seizoen mee in de toernooien om de KNVB beker en de Europa League. Door de behaalde derde plek in het afgelopen seizoen stroomt AZ op 30 juli in de derde voorronde van dit laatste toernooi in.
Naast een aantal spelerswijzigingen vertrok ook assistent-trainer Marco van Basten begin juli 2015 bij AZ. Van Basten is als assistent-coach bij het Nederlands voetbalelftal aan de slag gegaan.

## Selectie

### Eerste Elftal
| Nr.           | Nat.                         | Naam                    | Geb. dat.  | Vorige club          | Contract tot |         |         |         |         |         |         |
| Keepers       | Keepers                      | Keepers                 | Keepers    | Keepers              | Keepers      | Keepers | Keepers | Keepers | Keepers | Keepers | Keepers |
| ------------- | ---------------------------- | ----------------------- | ---------- | -------------------- | ------------ | ------- | ------- | ------- | ------- | ------- | ------- |
| 1             | Uruguay                      | Sergio Rochet           | 23-03-1993 | Danubio FC           | 2016         |         |         |         |         |         |         |
| 16            | Nederland                    | Gino Coutinho           | 05-08-1982 | Excelsior            | 2016         |         |         |         |         |         |         |
| 25            | Nederland                    | Nick Olij               | 01-08-1995 | Eigen jeugd          | 2017         |         |         |         |         |         |         |
| Verdedigers   |                              |                         |            |                      |              |         |         |         |         |         |         |
| 2             | Zweden                       | Mattias Johansson       | 16-02-1992 | Kalmar FF            | 2016         |         |         |         |         |         |         |
| 4             | België                       | Jan Wuytens             | 09-06-1985 | FC Utrecht           | 2017         |         |         |         |         |         |         |
| 5             | Servië                       | Rajko Brežančić         | 21-08-1989 | FK Čukarički Stankom | 2018         |         |         |         |         |         |         |
| 12            | Nederland                    | Ron Vlaar               | 16-02-1985 | Aston Villa          | 2016         |         |         |         |         |         |         |
| 14            | Nederland                    | Jop van der Linden      | 17-07-1990 | Go Ahead Eagles      | 2019         |         |         |         |         |         |         |
| 23            | Nederland                    | Derrick Luckassen       | 03-07-1995 | Eigen Jeugd          | 2018         |         |         |         |         |         |         |
| 24            | Nederland                    | Ridgeciano Haps         | 12-06-1993 | Eigen Jeugd          | 2017         |         |         |         |         |         |         |
| 29            | Nederland                    | Fernando Lewis          | 31-01-1993 | Eigen jeugd          | 2016         |         |         |         |         |         |         |
| Middenvelders |                              |                         |            |                      |              |         |         |         |         |         |         |
| 6             | Paraguay                     | Celso Ortiz             | 26-01-1989 | Cerro Porteño        | 2017         |         |         |         |         |         |         |
| 8             | Nederland                    | Joris van Overeem       | 01-06-1994 | Eigen jeugd          | 2017         |         |         |         |         |         |         |
| 10            | Noorwegen                    | Markus Henriksen        | 25-07-1992 | Rosenborg BK         | 2017         |         |         |         |         |         |         |
| 17            | Nederland                    | Ben Rienstra            | 05-06-1990 | PEC Zwolle           | 2020         |         |         |         |         |         |         |
| 19            | Nederland Kaapverdië         | Dabney dos Santos Souza | 31-07-1996 | Eigen jeugd          | 2019         |         |         |         |         |         |         |
| 20            | Nederland                    | Thom Haye               | 09-02-1995 | Eigen jeugd          | 2016         |         |         |         |         |         |         |
| 26            | Nederland                    | Stijn Spierings         | 12-03-1996 | Eigen jeugd          | 2016         |         |         |         |         |         |         |
| 28            | Trinidad en Tobago           | Levi Garcia             | 20-11-1997 | Central FC           | 2018         |         |         |         |         |         |         |
| Aanvallers    |                              |                         |            |                      |              |         |         |         |         |         |         |
| 7             | Nederland                    | Guus Hupperts           | 25-04-1992 | Roda JC Kerkrade     | 2018         |         |         |         |         |         |         |
| 9             | Iran                         | Alireza Jahanbakhsh     | 11-08-1993 | N.E.C.               | 2020         |         |         |         |         |         |         |
| 11            | Zweden Bosnië en Herzegovina | Muamer Tanković         | 22-02-1995 | Fulham FC            | 2019         |         |         |         |         |         |         |
| 15            | Nederland Marokko            | Mounir El Hamdaoui      | 14-07-1984 | Málaga CF            | 2016         |         |         |         |         |         |         |
| 18            | Nederland                    | Vincent Janssen         | 15-06-1994 | Almere City          | 2018         |         |         |         |         |         |         |
| 21            | Nederland                    | Robert Mühren           | 18-05-1989 | FC Volendam          | 2017         |         |         |         |         |         |         |
| 22            | Nederland                    | Achille Vaarnold        | 26-01-1996 | Eigen jeugd          | 2016         |         |         |         |         |         |         |

### Technische staf
| Voetbaltechnisch  | Voetbaltechnisch       | Voetbaltechnisch | Teamverzorging     | Teamverzorging       | Teamverzorging |
| Naam              | Functie                | Contract tot     | Naam               | Functie              | Contract tot   |
| ----------------- | ---------------------- | ---------------- | ------------------ | -------------------- | -------------- |
| Earnest Stewart   | Directeur voetbalzaken | onbepaald        | Frank Zaal         | Teammanager          | n.b.           |
| John van den Brom | Hoofdtrainer/coach     | 2016             | Joost van der Hoek | Clubarts             | n.b.           |
| (vacant)          | Assistent trainer      | ...              | Robbert de Groot   | Inspanningsfysioloog | n.b.           |
| Dennis Haar       | Assistent trainer      | 2017             | Maarten Gozeling   | Hoofd Fysiotherapie  | n.b.           |
| Nick van Aart     | Keeperstrainer         | 2019             | Johan de Haan      | Fysiotherapeut       | n.b.           |
| Martin Haar       | Specialistentrainer    | 2018             | Martin Cruijff     | Fysiotherapeut       | n.b.           |
| Denny Landzaat    | Specialistentrainer    | 2017             | Jan de Boer        | Verzorger/Masseur    | n.b.           |
| Kees Verver       | Videoanalist           | n.b.             | Paul Reus          | Materiaalverzorger   | n.b.           |

## Mutaties
Zomer:

Wesley Hoedt was de eerste waarvan bekend werd dat hij in de zomer de overstap naar een andere club zou maken. SS Lazio contracteerde hem in de winterstop van het seizoen 2014/15. Door zijn aflopende verbintenis hoefde Lazio slechts een opleidingsvergoeding te betalen.
Ook Nemanja Gudelj vertrekt bij AZ. Waar hij vorige zomer door het ontbreken van een bankgarantie een miljoenentransfer naar FC Porto zag stuklopen, neemt Ajax hem nu voor naar verluidt zes miljoen euro over van AZ.
Simon Poulsen ging net als Hoedt niet in op een voorstel voor een nieuwe verbintenis bij AZ, de aanvallend ingestelde verdediger vertrekt transfervrij naar PSV. Doelman Esteban Alvarado heeft eveneens een aflopend contract en gaat na vijf jaar AZ een nieuw avontuur aan. Hij zou niet veel later bij Trabzonspor tekenen.
Later deze zomer bleek er ook interesse voor Steven Berghuis, Aron Jóhannsson en Jeffrey Gouweleeuw. De eerste twee vertrokken voor vele miljoenen respectievelijk naar Watford FC en Werder Bremen. Hierdoor vond de AZ-leiding dat er genoeg spelers verkocht waren en zag Gouweleeuw zijn transfer naar Olympiakos Piraeus afketsen.
Ook enkele spelers zonder uitzicht op speeltijd werden van de hand gedaan: Jonas Heymans vertrok naar Antwerp FC, Djavan Anderson naar SC Cambuur en Donny Gorter naar NAC Breda. Reservedoelman Yves De Winter vertrok transfervrij terwijl het contract met Denni Avdic op de dag van de sluiting van de transfermarkt werd ontbonden, zodat hij een nieuwe club kan vinden. Australiër Eli Babalj en Raymond Gyasi werden verhuurd aan respectievelijk Adelaide United en FC Emmen.
AZ heeft ook spelers aangetrokken deze zomer. Joris van Overeem en Fernando Lewis kwamen terug van een verhuurperiode, terwijl jeugdspeler Achille Vaarnold de stap naar de selectie maakte.
Verdediger Jop van der Linden werd al vroeg gecontracteerd (transfervrij van Go Ahead Eagles) en ook doelman Gino Coutinho volgde snel. Verder werd Vincent Janssen van Almere City FC overgenomen en kwamen Alireza Jahanbakhsh (van N.E.C.) en oud-AZer Ben Rienstra (van PEC Zwolle) de selectie versterken. Tevens kwam Rajko Brežančić over van het Servische FK Čukarički Stankom.
Tot een transfer van Mats Seuntjens van NAC Breda, waar AZ interesse in had getoond, kwam het niet. Evenmin werd er een speler uit Denemarken aangetrokken waarvoor Earnest Stewart in augustus naar Denemarken was afgereisd.

### Aangetrokken
| No. | Nationaliteit      | Positie      | Naam                | Vorige club                                                   |
| --- | ------------------ | ------------ | ------------------- | ------------------------------------------------------------- |
|     | Nederland          | Doelman      | Gino Coutinho       | SBV Excelsior                                                 |
|     | Nederland          | Verdediger   | Jop van der Linden  | Go Ahead Eagles                                               |
|     | Nederland          | Verdediger   | Donny Gorter        | Aalborg BK, was verhuurd, was al eerder terug wegens blessure |
|     | Nederland          | Middenvelder | Joris van Overeem   | FC Dordrecht, was verhuurd                                    |
|     | Trinidad en Tobago | Aanvaller    | Levi Garcia*        | Central FC                                                    |
|     | Nederland          | Aanvaller    | Vincent Janssen     | Almere City FC                                                |
|     | België             | Verdediger   | Jonas Heymans       | Willem II, was verhuurd                                       |
|     | Nederland          | Aanvaller    | Raymond Gyasi       | Roda JC Kerkrade, was verhuurd                                |
|     | Nederland          | Aanvaller    | Fernando Lewis      | FC Dordrecht, was verhuurd                                    |
|     | Iran               | Aanvaller    | Alireza Jahanbakhsh | N.E.C.                                                        |
|     | Servië             | Verdediger   | Rajko Brežančić     | FK Čukarički Stankom                                          |
|     | Nederland          | Middenvelder | Ben Rienstra        | PEC Zwolle                                                    |

* Traint al wel mee in de voorbereiding met AZ, maar is pas op zijn vroegst in november 2015 speelgerechtigd.

### Doorgestroomd uit de jeugdopleiding
| No. | Nationaliteit | Positie   | Naam             | Vorige club |
| --- | ------------- | --------- | ---------------- | ----------- |
| 22  | Nederland     | Aanvaller | Achille Vaarnold | onbekend    |

### Verhuurd
| No. bij AZ | Nationaliteit | Positie   | Naam          | Verhuurd aan    | Contract |
| ---------- | ------------- | --------- | ------------- | --------------- | -------- |
| geen       | Nederland     | Aanvaller | Raymond Gyasi | FC Emmen        | 2016     |
| geen       | Australië     | Aanvaller | Eli Babalj    | Adelaide United | 2017     |

### Vertrokken
| No. bij AZ | Nationaliteit    | Positie      | Naam             | Nieuwe club   | C. tot | Type               |
| ---------- | ---------------- | ------------ | ---------------- | ------------- | ------ | ------------------ |
| 1          | Costa Rica       | Doelman      | Esteban Alvarado | Trabzonspor   | 2015   | Vrije transfer     |
| 8          | Nederland        | Middenvelder | Nemanja Gudelj   | Ajax          | 2017   | Transfer           |
| 9          | Verenigde Staten | Aanvaller    | Aron Jóhannsson  | Werder Bremen | 2018   | Transfer           |
| 14         | Nederland        | Verdediger   | Wesley Hoedt     | SS Lazio      | 2015   | Aflopend Contract  |
| 15         | Denemarken       | Verdediger   | Simon Poulsen    | PSV           | 2015   | Aflopend Contract  |
| 16         | België           | Doelman      | Yves De Winter   | STVV          | 2015   | Vrije transfer     |
| 17         | Nederland        | Verdediger   | Djavan Anderson  | SC Cambuur    | 2016   | Transfer           |
| 22         | Nederland        | Aanvaller    | Steven Berghuis  | Watford FC    | 2017   | Transfer           |
| geen       | België           | Verdediger   | Jonas Heymans    | Antwerp FC    | 2016   | Transfer           |
| geen       | Nederland        | Verdediger   | Donny Gorter     | NAC Breda     | 2016   | Transfer           |
| geen       | Zweden           | Aanvaller    | Denni Avdic      | onbekend      | 2016   | contract ontbonden |

## Vriendschappelijk

### Wedstrijdverslagen

#### Zomer 2015
| |                                                                         |               | | |
| Zaterdag 4 juli 2015, 17.30 uur                                                                                  | Regioteam Dirkshorn                                                     | 2 - 7 (2 - 1) | AZ | :... (1e helft) : Jan Wuytens (2e helft) |
| Veld VV Dirkshorn, Dirkshorn Scheidsrechter: Luca Cantineau                                                      | Kevin de Bruin '26 Kevin de Bruin '44                                   |               | '32 Joris van Overeem '54 Vincent Janssen '74 Vincent Janssen '81 Raymond Gyasi '86 Vincent Janssen '87 Fernando Lewis '90+1 Fernando Lewis                             | 1e helft AZ: Sergio Rochet; Djavan Anderson, Jeffrey Gouweleeuw, Jop van der Linden; Ridgeciano Haps; Thom Haye, Dabney dos Santos, Joris van Overeem; Guus Hupperts, Robert Mühren, Muamer Tankovic 2e helft AZ: Nick Olij; Pantelis Hatzidiakos, Derrick Luckassen, Jan Wuytens; Donny Gorter; Stijn Spierings, Levi Garcia, Joris Kramer; Raymond Gyasi, Vincent Janssen, Fernando Lewis Toegepaste wissels AZ: '70 Garcia Vaarnold '70 Kramer Helmer                               |
| Bijzonderheden:                                                                                                  |                                                                         |               | | |
| Woensdag 8 juli 2015, 19.00 uur                                                                                  | AFC '34                                                                 | 1 - 8 (1 - 5) | AZ | : Jeffrey Gouweleeuw (1e helft) : ... (2e helft) |
| Veld AFC '34, Alkmaar Scheidsrechter: Sander Brito de Roque                                                      | Bert Inecia '45                                                         |               | '5 Vincent Janssen '19 Vincent Janssen '22 Joris van Overeem '27 Vincent Janssen '38 Jop van der Linden (penalty) '46 Robert Mühren '78 Jeremy Helmer '88 Jeremy Helmer | 1e helft AZ: Sergio Rochet, Mattias Johansson, Jeffrey Gouweleeuw, Jop van der Linden, Ridgeciano Haps, Thom Haye, Joris van Overeem, Celso Ortíz, Guus Hupperts, Vincent Janssen, Muamer Tanković 2e helft AZ: Gino Coutinho, Djavan Anderson, Derrick Luckassen, Jan Wuytens, Joris Kramer, Stijn Spierings, Jeremy Helmer, Alexander Sigurðarson, Raymond Gyasi, Robert Mühren, Fernando Lewis Toegepaste wissels AZ: '65 Gyasi Garcia                                              |
| Bijzonderheden:                                                                                                  |                                                                         |               | | |
| Zaterdag 11 juli 2015, 17.00 uur                                                                                 | Fortuna Sittard                                                         | 0 - 5 (0 - 2) | AZ | : Jeffrey Gouweleeuw (tot de 60e minuut) : Robert Mühren (vanaf de 60e minuut) |
| Fortuna Sittard Stadion, Sittard Scheidsrechter: Jeroen Sanders                                                  |                                                                         |               | '35 Vincent Janssen '44 Dabney dos Santos '52 Vincent Janssen '55 Joris van Overeem '79 Derrick Luckassen                                                               | Basisopstelling AZ: Sergio Rochet, Mattias Johansson, Jeffrey Gouweleeuw, Jan Wuytens, Ridgeciano Haps, Thom Haye, Markus Henriksen, Celso Ortíz, Steven Berghuis, Vincent Janssen, Dabney dos Santos AZ vanaf 60e minuut: Nick Olij, Djavan Anderson, Derrick Luckassen, Pantelis Hatzidiakos, Joris Kramer, Jeremy Helmer, Joris van Overeem, Achille Vaarnold, Guus Hupperts, Robert Mühren, Muamer Tanković Toegepaste wissels AZ: '45 Henriksen Van Overeem '45 Berghuis Hupperts |
| Bijzonderheden: - Dit was de laatste wedstrijd dat Marco van Basten bij AZ op de bank zat als Assistent-trainer. |                                                                         |               | | |
| Dinsdag 14 juli 2015, 19.00 uur                                                                                  | AZ                                                                      | 3 - 1 (1 - 1) | Dundee United FC | : Jan Wuytens (tot 61e minuut) : Jeffrey Gouweleeuw (vanaf 61e minuut) |
| Veld VV Dirkshorn, Dirkshorn Scheidsrechter: Danny Makkelie                                                      | Markus Henriksen '21 Derrick Luckassen '56 Jeffrey Gouweleeuw (pen) '78 |               | '28 Blair Spittal | Opstelling AZ tot de 61e minuut: Gino Coutinho; Pantelis Hatzidiakos, Derrick Luckassen, Jan Wuytens, Ridgeciano Haps; Joris van Overeem, Steven Berghuis, Markus Henriksen; Guus Hupperts, Robert Mühren, Muamer Tankovic Opstelling AZ vanaf de 61e minuut: Gino Coutinho; Djavan Anderson, Jeffrey Gouweleeuw, Stijn Spierings, Levi Garcia; Thom Haye, Jeremy Helmer, Celso Ortiz; Raymond Gyasi, Achille Vaarnold, Dabney dos Santos                                              |
| Bijzonderheden:                                                                                                  |                                                                         |               | | |
| Zaterdag 18 juli 2015, 16.00 uur                                                                                 | AZ                                                                      | 3 - 0 (1 - 0) | Telstar | : Jeffrey Gouweleeuw |
| AFAS Stadion, Alkmaar Scheidsrechter: Martin van den Kerkhof                                                     | Vincent Janssen '24 Derrick Luckassen '50 Vincent Janssen '66           |               | '73 Bryan Ottenhof | Basisopstelling AZ: Sergio Rochet; Derrick Luckassen, Jeffrey Gouweleeuw, Jop van der Linden, Ridgeciano Haps; Thom Haye, Markus Henriksen, Celso Ortiz; Dabney dos Santos, Vincent Janssen, Muamer Tankovic Toegepaste wissels AZ: '52 Dos Santos Hupperts '61 Haye Van Overeem '61 Tankovic Mühren '74 Van der Linden Wuytens '80 Janssen Vaarnold |
| Bijzonderheden: - Wedstrijd ter gelegenheid van de AZ-fandag                                                     |                                                                         |               | | |
| Vrijdag 24 juli 2015, 19.00 uur                                                                                  | AZ                                                                      | 1 - 0 (0 - 0) | Al-Wasl Club | : Jeffrey Gouweleeuw |
| Veld SDC Putten, Putten Scheidsrechter: Steven van der Vrande                                                    | Robert Mühren '24 Thom Haye Jeffrey Gouweleeuw                          |               | Ahmed Issa Abdulla | Basisopstelling AZ: Sergio Rochet; Mattias Johansson, Jeffrey Gouweleeuw, Jop van der Linden, Ridgeciano Haps; Joris van Overeem, Markus Henriksen, Celso Ortiz; Dabney dos Santos, Vincent Janssen, Muamer Tankovic Toegepaste wissels AZ: '58 Van Overeem Haye '58 Tankovic Vaarnold '74 Van der Linden Mühren |
| Bijzonderheden: - Deze wedstrijd vond plaats tijdens het trainingskamp van AZ in Garderen                        |                                                                         |               | | |

#### Herfst 2015
|                                                          |             |         |    |                                            |
| Zaterdag 10 oktober 2015, 16.00 uur                      | KV Mechelen | - ( - ) | AZ | :                                          |
| AFAS-stadion Achter de Kazerne, Mechelen Scheidsrechter: |             |         |    | Basisopstelling AZ: Toegepaste wissels AZ: |
| Bijzonderheden:                                          |             |         |    |                                            |

### Statistieken oefenwedstrijden
Bijgewerkt tot en met 24 juli 2015
| Speler                | Wedstr. | Aantal doelpunten | Aantal gele kaarten | Aantal 2× geel | Aantal rode kaarten | Aantal keren gewisseld | Aantal keren ingevallen |
| --------------------- | ------- | ----------------- | ------------------- | -------------- | ------------------- | ---------------------- | ----------------------- |
| Djavan Anderson       | 4       | 0                 | 0                   | 0              | 0                   | 1                      | 3                       |
| Steven Berghuis*      | 2       | 0                 | 0                   | 0              | 0                   | 2                      | 0                       |
| Gino Coutinho         | 2       | 0                 | 0                   | 0              | 0                   | 0                      | 1                       |
| Levi Garcia           | 3       | 0                 | 0                   | 0              | 0                   | 1                      | 3                       |
| Donny Gorter          | 1       | 0                 | 0                   | 0              | 0                   | 0                      | 1                       |
| Jeffrey Gouweleeuw    | 6       | 1                 | 1                   | 0              | 0                   | 3                      | 1                       |
| Raymond Gyasi         | 3       | 1                 | 0                   | 0              | 0                   | 1                      | 3                       |
| Ridgeciano Haps       | 6       | 0                 | 0                   | 0              | 0                   | 4                      | 0                       |
| Pantelis Hatzidiakos  | 3       | 0                 | 0                   | 0              | 0                   | 1                      | 2                       |
| Thom Haye             | 6       | 0                 | 1                   | 0              | 0                   | 4                      | 2                       |
| Jeremy Helmer         | 4       | 2                 | 0                   | 0              | 0                   | 0                      | 4                       |
| Markus Henriksen      | 4       | 1                 | 0                   | 0              | 0                   | 2                      | 0                       |
| Guus Hupperts         | 5       | 0                 | 0                   | 0              | 0                   | 3                      | 2                       |
| Vincent Janssen       | 5       | 10                | 0                   | 0              | 0                   | 3                      | 1                       |
| Mattias Johansson     | 3       | 0                 | 0                   | 0              | 0                   | 2                      | 0                       |
| Joris Kramer          | 3       | 0                 | 0                   | 0              | 0                   | 1                      | 3                       |
| Fernando Lewis        | 2       | 2                 | 0                   | 0              | 0                   | 0                      | 2                       |
| Jop van der Linden    | 4       | 1                 | 0                   | 0              | 0                   | 4                      | 0                       |
| Derrick Luckassen     | 5       | 3                 | 0                   | 0              | 0                   | 1                      | 3                       |
| Robert Mühren         | 6       | 2                 | 0                   | 0              | 0                   | 2                      | 4                       |
| Nick Olij             | 2       | 0                 | 0                   | 0              | 0                   | 0                      | 2                       |
| Celso Ortíz           | 5       | 0                 | 0                   | 0              | 0                   | 2                      | 1                       |
| Joris van Overeem     | 6       | 3                 | 0                   | 0              | 0                   | 4                      | 2                       |
| Sergio Rochet         | 5       | 0                 | 0                   | 0              | 0                   | 3                      | 0                       |
| Dabney dos Santos     | 5       | 1                 | 0                   | 0              | 0                   | 3                      | 1                       |
| Alexander Sigurðarson | 1       | 0                 | 0                   | 0              | 0                   | 0                      | 1                       |
| Stijn Spierings       | 3       | 0                 | 0                   | 0              | 0                   | 0                      | 3                       |
| Muamer Tankovic       | 6       | 0                 | 0                   | 0              | 0                   | 5                      | 1                       |
| Achille Vaarnold      | 5       | 0                 | 0                   | 0              | 0                   | 0                      | 5                       |
| Jan Wuytens           | 5       | 0                 | 0                   | 0              | 0                   | 2                      | 3                       |
| Totaal                | 3       | 27                | 2                   | 0              | 0                   | -                      | -                       |

* Tijdens de voorbereiding in de zomer verhuisd naar een andere club.

## Eredivisie 2015/16

### Wedstrijdverslagen

#### Speelronde 1 t/m 8 (augustus, september)
|                                                                                          | |               | | |
| Speelronde 1 Zondag 9 augustus 2015, 12:30 uur                                           | AZ | 0 - 3 (0 - 3) | Ajax | : Jeffrey Gouweleeuw |
| AFAS Stadion, Alkmaar toeschouwers: 16.673 Scheidsrechter: Björn Kuipers                 | Joris van Overeem '67 |               | '14 Anwar El Ghazi '33 Anwar El Ghazi '38 Anwar El Ghazi '40 Nemanja Gudelj '69 Davy Klaassen '90 Jaïro Riedewald | Basisopstelling AZ: Sergio Rochet, Mattias Johansson, Jeffrey Gouweleeuw, Jop van der Linden, Ridgeciano Haps, Celso Ortíz, Joris van Overeem, Markus Henriksen, Thom Haye, Vincent Janssen, Achille Vaarnold Toegepaste wissels AZ: '64 Ortíz Mühren '71 Hupperts Vaarnold '71 Luckassen Van Overeem           |
| Bijzonderheden:                                                                          | |               | | |
| Speelronde 2 Zaterdag 15 augustus 2015, 20.45 uur                                        | Excelsior | 2 - 2 (2 - 1) | AZ | : Jeffrey Gouweleeuw |
| Stadion Woudestein, Rotterdam toeschouwers: 3.394 Scheidsrechter: Martin van den Kerkhof | Jeff Stans '9 Sander Fischer '23 Tom van Weert '33 Brandley Kuwas '49 Adil Auassar '53                                     |               | '14 Markus Henriksen '64 Robert Mühren                                                                            | Basisopstelling AZ: Sergio Rochet; Mattias Johansson, Jeffrey Gouweleeuw, Jop van der Linden, Ridgeciano Haps; Markus Henriksen, Celso Ortiz, Thom Haye; Guus Hupperts, Vincent Janssen, Dabney dos Santos Toegepaste wissels AZ: '57 Ortíz Mühren '57 Dos Santos Tankovic '75 Hupperts Van Overeem             |
| Bijzonderheden:                                                                          | |               | | |
|                                                                                          | |               | | |
| Speelronde 3 Zondag 23 augustus 2015, 14.30 uur                                          | AZ | 0 - 0 (0 - 0) | Willem II | : Jeffrey Gouweleeuw |
| AFAS Stadion, Alkmaar toeschouwers: 14.144 Scheidsrechter: Ed Janssen                    | |               | '13 Frank van der Struijk '43 Dries Wuytens '62 Funso Ojo '65 Nick van der Velden                                 | Basisopstelling AZ: Sergio Rochet; Mattias Johansson, Jeffrey Gouweleeuw, Jop van der Linden, Ridgeciano Haps; Joris van Overeem, Thom Haye, Markus Henriksen; Dabney dos Santos, Vincent Janssen, Muamer Tankovic Toegepaste wissels AZ: '65 Janssen Mühren '71 Tankovic Luckassen '71 Van Overeem Hupperts    |
| Bijzonderheden:                                                                          | |               | | |
|                                                                                          | |               | | |
| Speelronde 4 Zondag 30 augustus 2015, 14.30 uur                                          | AZ | 0-1 (0-1)     | Roda JC | : Jeffrey Gouweleeuw |
| AFAS Stadion, Alkmaar toeschouwers: 14.226 Scheidsrechter: Jeroen Manschot               | |               | '20 Ard van Peppen '36 Rostyn Griffiths '59 Henk Dijkhuizen '79 Gibril Sankoh                                     | Basisopstelling AZ: Sergio Rochet, Derrick Luckassen, Jeffrey Gouweleeuw, Jop van der Linden, Ridgeciano Haps; Markus Henriksen, Ben Rienstra, Thom Haye, Guus Hupperts, Robert Mühren, Dabney dos Santos Toegepaste wissels AZ: '46 Haye Overeem '61 Hupperts Tankovic '61 Van der Linden Janssen              |
| Bijzonderheden:                                                                          | |               | | |
|                                                                                          | |               | | |
| Speelronde 5 Zaterdag 15 september 2015, 18.30 uur                                       | De Graafschap | 1-3 (1-1)     | AZ | : Jeffrey Gouweleeuw |
| De Vijverberg, Doetinchem toeschouwers: 8.564 Scheidsrechter: Dennis Higler              | '43Nathaniel Will '56Robin Pröpper                                                                                         |               | '13 Rajko Brežančić '63 Markus Henriksen '65 Markus Henriksen                                                     | Basisopstelling AZ: Sergio Rochet, Mattias Johansson, Jeffrey Gouweleeuw, Jop van der Linden, Rajko Brezancic. Joris van Overeem, Markus Henriksen, Ben Rienstra, Guus Hupperts, Vincent Janssen, Alireza Jahanbakhsh Toegepaste wissels AZ: '59 Jahanbakhsh Dos Santos '70 Overeem Haye '79 Janssen Tankovic   |
| Bijzonderheden:                                                                          | |               | | |
|                                                                                          | |               | | |
| Speelronde 6 Zondag 20 september 2015, 16.45 uur                                         | FC Groningen | 2-0 ( 1-0 )   | AZ | : Jeffrey Gouweleeuw |
| Euroborg, Groningen toeschouwers: 19.389 Scheidsrechter: Bas Nijhuis                     | '31 Bryan Linssen '48 Hans Hateboer '90 Mimoun Mahi                                                                        |               | '16 Ridgeciano Haps '40 Rajko Brežančić '41 Jeffrey Gouweleeuw                                                    | Basisopstelling AZ: Sergio Rochet; Fernando Lewis, Jeffrey Gouweleeuw, Jop van der Linden, Rajko Brezancic, Joris van Overeem, Markus Henriksen, Ben Rienstra, Ridgeciano Haps; Muamer Tankovic, Dabney dos Santos Toegepaste wissels AZ: '57 Brezancic Mühren '76 Rienstra Janssen '86 Lewis Hupperts          |
| Bijzonderheden:                                                                          | |               | | |
|                                                                                          | |               | | |
| Speelronde 7 Zaterdag 26 september 2015, 20.45 uur                                       | AZ | 3-1 (2-0)     | Heracles Almelo                                                                                                   | : Jeffrey Gouweleeuw |
| AFAS Stadion, Alkmaar toeschouwers: 13.121 Scheidsrechter: Pol van Boekel                | '15 Markus Henriksen '17 Jeffrey Gouweleeuw '54 Mattias Johansson '68 Ben Rienstra '81 Muamer Tankovic '82 Muamer Tankovic |               | '19 Ramon Zomer '76 Jaroslav Navratil                                                                             | Basisopstelling AZ: Gino Coutinho; Mattias Johansson, Jeffrey Gouweleeuw, Jop van der Linden, Rajko Brezancic, Joris van Overeem, Markus Henriksen, Ben Rienstra, Muamer Tankovic, Vincent Janssen, Dabney dos Santos Toegepaste wissels AZ: '55 Brezancic Haps '64 Mühren Janssen '83 Dos Santos Haye          |
| Bijzonderheden:                                                                          | |               | | |
|                                                                                          | |               | | |
| Speelronde 8 Zondag 4 oktober 2015, 16.45 uur                                            | AZ | 3-1 ( 0-0 )   | FC Twente | : Jeffrey Gouweleeuw |
| AFAS Stadion, Alkmaar toeschouwers: 13.711 Scheidsrechter: Ed Janssen                    | '64 Vincent Janssen '66 Ridgeciano Haps '73 Vincent Janssen '79 Guus Hupperts '90 Thom Haye                                |               | '56 Jari Oosterwijk '82 Hakim Ziyech                                                                              | Basisopstelling AZ: Gino Coutinho; Mattias Johansson, Jeffrey Gouweleeuw, Jop van der Linden, Ridgeciano Haps; Joris van Overeem, Markus Henriksen, Derrick Luckassen, Muamer Tankovic, Vincent Janssen, Dabney dos Santos Toegepaste wissels AZ: '61 Dos Santos Hupperts '65 Tankovic Haye '84 Luckassen Ortiz |
| Bijzonderheden:                                                                          | |               | | |

#### Speelronde 9 t/m 17 (oktober, november, december)
| | |             | | |
| Speelronde 9 Zaterdag 17 oktober 2015, 18.30 uur | SC Cambuur | 1-1 (0-1)   | AZ | : Jeffrey Gouweleeuw |
| Cambuurstadion, Leeuwarden toeschouwers: 9.666 Scheidsrechter: Siemen Mulder                                                                                        | '21 Martijn van de Streek '45 Wessel Dammers '72 Bartholomew Ogbeche '75 Marvin Peersman '85 Wessel Dammers '85 Wessel Dammers       |             | '26 Vincent Janssen '37 Muamer Tankovic '53 Joris van Overeem '84 Derrick Luckassen                    | Basisopstelling AZ: Gino Coutinho; Mattias Johansson, Jeffrey Gouweleeuw, Jop van der Linden, Ridgeciano Haps; Joris van Overeem, Markus Henriksen, Ben Rienstra; Muamer Tankovic, Vincent Janssen, Dabney dos Santos Toegepaste wissels AZ: '46 Tankovic Hupperts '80 Dos Santos Luckassen '84 Janssen Mühren                                                         |
| Bijzonderheden: | |             | | |
| | |             | | |
| Speelronde 10 Zondag 25 oktober 2015, 16.45 uur | Feyenoord | 3-1 (1-1)   | AZ | : Jeffrey Gouweleeuw |
| Stadion De Kuip, Rotterdam toeschouwers: 47.500 Scheidsrechter: Björn Kuipers                                                                                       | '13 Dirk Kuyt '60 Dirk Kuyt '77 p.Dirk Kuyt '85 Terence Kongolo                                                                      |             | '6 Markus Henriksen '18 Joris van Overeem '76 Gino Coutinho '76 Jeffrey Gouweleeuw '78 Ridgeciano Haps | Basisopstelling AZ: Gino Coutinho; Mattias Johansson, Jeffrey Gouweleeuw, Jop van der Linden, Ridgeciano Haps; Joris van Overeem, Derrick Luckassen, Markus Henriksen, Ben Rienstra, Dabney dos Santos, Vincent Janssen. Toegepaste wissels AZ: '67 Van Overeem Jahanbakhsh '72 Dos Santos Haye                                                                        |
| Bijzonderheden: | |             | | |
| | |             | | |
| Speelronde 11 Zondag 1 november 2015, 16.45 uur | AZ | 2-4 ( 1-2 ) | N.E.C.                                                                                                 | : Jeffrey Gouweleeuw |
| AFAS Stadion, Alkmaar toeschouwers: 15.555 Scheidsrechter: Martin van den Kerkhof                                                                                   | '33 Markus Henriksen '66 Markus Henriksen '70 Jeffrey Gouweleeuw '88 Jop van der Linden                                              |             | '29 Anthony Limbombe '34 Christian Santos '49 Lucas Woudenberg '57 Anthony Limbombe                    | Basisopstelling AZ: Gino Coutinho; Mattias Johansson, Jeffrey Gouweleeuw, Jop van der Linden, Ridgeciano Haps; Joris van Overeem, Ben Rienstra, Markus Henriksen, Dabney dos Santos; Vincent Janssen, Mounir El Hamdaoui Toegepaste wissels AZ: '60 Van Overeem Hupperts '60 El Hamdaoui Jahanbakhsh '70 Janssen Tankovic                                              |
| Bijzonderheden:De dichte mist was deze wedstrijd spelbreker, de tv-camera's, het publiek en de technische staf van beide teams hadden amper zicht op het speelveld. | |             | | |
| | |             | | |
| Speelronde 12 Zondag 8 november 2015, 16.45 uur | Vitesse | 0-2 (0-0)   | AZ | :Jeffrey Gouweleeuw |
| Gelredome, Arnhem toeschouwers: 15.327 Scheidsrechter: Ed Janssen                                                                                                   | '14 Marvelous Nakamba '42 Marvelous Nakamba '42 Marvelous Nakamba                                                                    |             | '37 Vincent Janssen '75 Vincent Janssen '78 Markus Henriksen                                           | Basisopstelling AZ: Gino Coutinho; Mattias Johansson, Jeffrey Gouweleeuw, Derrick Luckassen, Ridgeciano Haps, Joris van Overeem, Celso Ortiz, Markus Henriksen, Alireza Jahanbakhsh, Vincent Janssen, Mounir El Hamdaoui Toegepaste wissels AZ: '41 Haps Brezancic '46 Jahanbakhsh Dos Santos '82 El Hamdaoui Haye                                                     |
| Bijzonderheden: | |             | | |
| | |             | | |
| Speelronde 13 Zaterdag 21 november 2015, 18.30 uur | AZ | 3-1 (2-1)   | SC Heerenveen                                                                                          | :Jeffrey Gouweleeuw |
| AFAS Stadion, Alkmaar toeschouwers: 15.521 Scheidsrechter: Allard Lindhout                                                                                          | '15 Vincent Janssen '40 Mounir El Hamdaoui '69 Vincent Janssen                                                                       |             | '37 Mitchell te Vrede '75 Lucas Bijker '78 Erwin Mulder                                                | Basisopstelling AZ: Gino Coutinho; Mattias Johansson, Jeffrey Gouweleeuw, Derrick Luckassen, Rajko Brezancic; Joris van Overeem, Markus Henriksen, Celso Ortiz (55. Ben Rienstra); Alireza Jahanbakhsh (88. Guus Hupperts), Vincent Janssen, Mounir El Hamdaoui (86. Thom Haye) Toegepaste wissels AZ: '6 Ortiz Rienstra '48 El Hamdaoui Haye '69 Jahanbakhsh Hupperts |
| Bijzonderheden: | |             | | |
| | |             | | |
| Speelronde 14 Zondag 29 november 2015, 16.45 uur | PSV | 3-0 (3-0)   | AZ | : Jeffrey Gouweleeuw |
| Philips Stadion, Eindhoven toeschouwers: 33.000 Scheidsrechter: Richard Liesveld                                                                                    | '3 e.d. Derrick Luckassen '15 Luuk de Jong '41 Luuk de Jong '61 Luuk de Jong '62 Davy Pröpper '73 Steven Bergwijn '90 Jürgen Locadia |             | '60 Derrick Luckassen                                                                                  | Basisopstelling AZ: Gino Coutinho; Mattias Johansson, Jeffrey Gouweleeuw, Derrick Luckassen, Rajko Brezancic; Joris van Overeem, Markus Henriksen, Celso Ortiz; Dabney dos Santos, Vincent Janssen, Mounir El Hamdaoui Toegepaste wissels AZ: '46 Van Overeem Rienstra '46 Dos Santos Hupperts '72 Janssen Haye                                                        |
| Bijzonderheden: | |             | | |
| | |             | | |
| Speelronde 15 Vrijdag 4 december 2015, 20.00 uur | AZ | 0-1 (0-1)   | ADO Den Haag                                                                                           | : Markus Henriksen |
| AFAS Stadion, Alkmaar toeschouwers: 13.743 Scheidsrechter: Björn Kuipers                                                                                            | '69 Rajko Brezancic '88 Mattias Johansson                                                                                            |             | '9 Danny Bakker '83 Dion Malone '87 Martin Hansen                                                      | Basisopstelling AZ: Gino Coutinho; Mattias Johansson, Ben Rienstra, Jop van der Linden, Rajko Brezancic, Markus Henriksen, Mounir El Hamdaoui, Joris van Overeem; Guus Hupperts, Vincent Janssen, Alireza Jahanbakhsh Toegepaste wissels AZ: '41 Henriksen Ortiz '74 Brezancic Dos Santos                                                                              |
| Bijzonderheden: | |             | | |
| | |             | | |
| Speelronde 16 Zondag 13 december 2015, 14.30 uur | PEC Zwolle | 2-1 (2-0)   | AZ | : Jeffrey Gouweleeuw |
| IJsseldeltastadion, Zwolle toeschouwers: 12.120 Scheidsrechter: Jochem Kamphuis                                                                                     | '36 Queensy Menig '45 Kingsley Ehizibue '53 Thomas Lam '63 Trent Sainsbury                                                           |             | '84 Alireza Jahanbakhsh '93 Muamer Tankovic                                                            | Basisopstelling AZ: Gino Coutinho; Mattias Johansson, Jeffrey Gouweleeuw, Jop van der Linden, Thomas Ouwejan; Ben Rienstra, Joris van Overeem, Celso Ortiz, Alireza Jahanbakhsh, Vincent Janssen, Mounir El Hamdaoui Toegepaste wissels AZ: '38 Ortiz Haye '53 Van der Linden Hatzidiakos '73 Van Overeem Tankovic                                                     |
| Bijzonderheden: | |             | | |
| | |             | | |
| Speelronde 17 Zaterdag 19 december 2015, 19.45 uur | AZ | 2-2 (1-0)   | FC Utrecht                                                                                             | :Jeffrey Gouweleeuw |
| AFAS Stadion, Alkmaar toeschouwers: 15.756 Scheidsrechter: Bas Nijhuis                                                                                              | '27 Mattias Johansson '35 Mattias Johansson '90 Jeffrey Gouweleeuw                                                                   |             | '82 Ruud Boymans '85 Sébastien Haller                                                                  | Basisopstelling AZ: Gino Coutinho; Mattias Johansson, Jeffrey Gouweleeuw, Ron Vlaar, Rajko Brezancic; Derrick Luckassen, Joris van Overeem, Ben Rienstra; Mounir El Hamdaoui (78. Guus Hupperts), Vincent Janssen (78. Robert Mühren), Dabney dos Santos Toegepaste wissels AZ: '38 Janssen Mühren '73 El Hamdaoui Hupperts                                            |
| Bijzonderheden: | |             | | |
| | |             | | |

#### Speelronde 18 t/m 25 (januari, februari)
| Speelronde 18 Zaterdag 16 januari 2016, 19.45 uur                                                    | Roda JC | 0-1 (0-1)   | AZ | : Markus Henriksen |
| Parkstad Limburg Stadion, Kerkrade toeschouwers: 13.516 Scheidsrechter: Allard Lindhout              | '11 Marcos Gullón '30 Hicham Faik                                                                                          |             | '5 Vincent Janssen '43 Mattias Johansson '52 Derrick Luckassen '56 Derrick Luckassen '56 Derrick Luckassen | Basisopstelling AZ: Sergio Rochet; Mattias Johansson, Derrick Luckassen, Ron Vlaar, Ridgeciano Haps; Joris van Overeem, Markus Henriksen, Ben Rienstra; Alireza Jahanbakhsh, Vincent Janssen, Dabney dos Santos Toegepaste wissels AZ: '58 Jahanbakhsh Hatzidiakos '74 Janssen Ortiz '86 Dos Santos Mühren |
| Bijzonderheden:Na het vertrek van Gouweleeuw naar FC Augsburg volgde Henriksen hen op als aanvoerden | |             | | |
| | |             | | |
| Speelronde 1 Zondag 24 januari 2016, 12.30 uur                                                       | AZ | 4-2 ( 2-1 ) | Feyenoord                                                                                                  | : Markus Henriksen |
| AFAS Stadion, Alkmaar toeschouwers: 15.217 Scheidsrechter: Richard Liesveld                          | '23 Vincent Janssen '26 Markus Henriksen '53 Vincent Janssen '55 Vincent Janssen '78 Vincent Janssen '80 Joris van Overeem |             | '12 Michiel Kramer '57 Sven van Beek '72 Tonny Vilhena                                                     | Basisopstelling AZ: Sergio Rochet; Mattias Johansson, Ron Vlaar, Stijn Wuytens, Ridgeciano Haps, Joris van Overeem, Markus Henriksen, Ben Rienstra; Alireza Jahanbakhsh, Vincent Janssen, Dabney dos Santos Toegepaste wissels AZ: '54 Haps Ortiz '74 Dos Santos Garcia '86 Janssen Mühren                 |
| Bijzonderheden:                                                                                      | |             | | |
| | |             | | |
| Speelronde 20 Woensdag 27 januari 2016, 18.30 uur                                                    | AZ | - ( - )     | SC Cambuur                                                                                                 | : |
| AFAS Stadion, Alkmaar toeschouwers: Scheidsrechter:                                                  | |             | | Basisopstelling AZ: Toegepaste wissels AZ: |
| Bijzonderheden:                                                                                      | |             | | |
| | |             | | |
| Speelronde 21 Zaterdag 30 januari 2016, 20.45 uur                                                    | N.E.C. | - ( - )     | AZ | : |
| De Goffert, Nijmegen toeschouwers: Scheidsrechter:                                                   | |             | | Basisopstelling AZ: Toegepaste wissels AZ: |
| Bijzonderheden:                                                                                      | |             | | |
| | |             | | |
| Speelronde 22 Zaterdag 6 februari 2016, 19.45 uur                                                    | AZ | - ( - )     | Vitesse | : |
| AFAS Stadion, Alkmaar toeschouwers: Scheidsrechter:                                                  | |             | | Basisopstelling AZ: Toegepaste wissels AZ: |
| Bijzonderheden:                                                                                      | |             | | |
| | |             | | |
| Speelronde 23 Zaterdag 13 februari 2016, 19.45 uur                                                   | Heracles Almelo | - ( - )     | AZ | : |
| Polmanstadion, Almelo toeschouwers: Scheidsrechter:                                                  | |             | | Basisopstelling AZ: Toegepaste wissels AZ: |
| Bijzonderheden:                                                                                      | |             | | |
| | |             | | |
| Speelronde 24 Zaterdag 20 februari 2016, 18.30 uur                                                   | AZ | - ( - )     | FC Groningen                                                                                               | : |
| AFAS Stadion, Alkmaar toeschouwers: Scheidsrechter:                                                  | |             | | Basisopstelling AZ: Toegepaste wissels AZ: |
| Bijzonderheden:                                                                                      | |             | | |
| | |             | | |
| Speelronde 25 Zondag 28 februari 2016, 16.45 uur                                                     | Ajax | - ( - )     | AZ | : |
| Amsterdam ArenA, Amsterdam toeschouwers: Scheidsrechter:                                             | |             | | Basisopstelling AZ: Toegepaste wissels AZ: |
| Bijzonderheden:                                                                                      | |             | | |

#### Speelronde 26 t/m 34 (maart, april, mei)
|                                                                 |               |         |               |                                            |
| Speelronde 26 Zaterdag 5 maart 2016, 19.45 uur                  | AZ            | - ( - ) | Excelsior     | :                                          |
| AFAS Stadion, Alkmaar toeschouwers: Scheidsrechter:             |               |         |               | Basisopstelling AZ: Toegepaste wissels AZ: |
| Bijzonderheden:                                                 |               |         |               |                                            |
|                                                                 |               |         |               |                                            |
| Speelronde 27 Zondag 12 maart 2016, 19.45 uur                   | Willem II     | - ( - ) | AZ            | :                                          |
| Koning Willem II Stadion, Tilburg toeschouwers: Scheidsrechter: |               |         |               | Basisopstelling AZ: Toegepaste wissels AZ: |
| Bijzonderheden:                                                 |               |         |               |                                            |
|                                                                 |               |         |               |                                            |
| Speelronde 28 Zondag 20 maart 2016, 12.30 uur                   | FC Twente     | - ( - ) | AZ            | :                                          |
| Grolsch Veste, Enschede toeschouwers: Scheidsrechter:           |               |         |               | Basisopstelling AZ: Toegepaste wissels AZ: |
| Bijzonderheden:                                                 |               |         |               |                                            |
|                                                                 |               |         |               |                                            |
| Speelronde 29 Zaterdag 2 april 2016, 19.45 uur                  | AZ            | - ( - ) | PSV           | :                                          |
| AFAS Stadion, Alkmaar toeschouwers: Scheidsrechter:             |               |         |               | Basisopstelling AZ: Toegepaste wissels AZ: |
| Bijzonderheden:                                                 |               |         |               |                                            |
|                                                                 |               |         |               |                                            |
| Speelronde 30 Zondag 10 april 2016, 12.30 uur                   | SC Heerenveen | - ( - ) | AZ            | :                                          |
| Abe Lenstrastadion, Heerenveen toeschouwers: Scheidsrechter:    |               |         |               | Basisopstelling AZ: Toegepaste wissels AZ: |
| Bijzonderheden:                                                 |               |         |               |                                            |
|                                                                 |               |         |               |                                            |
| Speelronde 31 Zaterdag 16 april 2016, 19.45 uur                 | AZ            | - ( - ) | PEC Zwolle    | :                                          |
| AFAS Stadion, Alkmaar toeschouwers: Scheidsrechter:             |               |         |               | Basisopstelling AZ: Toegepaste wissels AZ: |
| Bijzonderheden:                                                 |               |         |               |                                            |
|                                                                 |               |         |               |                                            |
| Speelronde 32 Woensdag 20 april 2016, 18.30 uur                 | ADO Den Haag  | - ( - ) | AZ            | :                                          |
| Kyocera Stadion, Den Haag toeschouwers: Scheidsrechter:         |               |         |               | Basisopstelling AZ: Toegepaste wissels AZ: |
| Bijzonderheden:                                                 |               |         |               |                                            |
|                                                                 |               |         |               |                                            |
| Speelronde 33 Zondag 1 mei 2016, 14.30 uur                      | AZ            | - ( - ) | De Graafschap | :                                          |
| AFAS Stadion, Alkmaar toeschouwers: Scheidsrechter:             |               |         |               | Basisopstelling AZ: Toegepaste wissels AZ: |
| Bijzonderheden:                                                 |               |         |               |                                            |
|                                                                 |               |         |               |                                            |
| Speelronde 34 Zondag 8 mei 2016, 14.30 uur                      | FC Utrecht    | - ( - ) | AZ            | :                                          |
| Stadion Galgenwaard, Utrecht toeschouwers: Scheidsrechter:      |               |         |               | Basisopstelling AZ: Toegepaste wissels AZ: |
| Bijzonderheden:                                                 |               |         |               |                                            |

### Statistieken Eredivisie

#### Eindstand
| pos | club          | gs | w | g | v | pnt | dv | dt | ds |
| --- | ------------- | -- | - | - | - | --- | -- | -- | -- |
| 11. | N.E.C.        | 3  | 1 | 0 | 2 | 3   | 1  | 5  | −4 |
| 12. | FC Utrecht    | 3  | 0 | 2 | 1 | 2   | 4  | 5  | −1 |
| 13. | AZ            | 3  | 0 | 2 | 1 | 2   | 2  | 5  | −3 |
| 14. | Willem II     | 3  | 0 | 2 | 1 | 2   | 1  | 4  | −3 |
| 15. | SBV Excelsior | 3  | 0 | 1 | 2 | 1   | 2  | 5  | −3 |

#### Winst/Gelijk/Verlies
| Speelronde | 1 | 2 | 3 | 4 | 5 | 6 | 7 | 8 | 9 | 10 | 11 | 12 | 13 | 14 | 15 | 16 | 17 | 18 | 19 | 20 | 21 | 22 | 23 | 24 | 25 | 26 | 27 | 28 | 29 | 30 | 31 | 32 | 33 | 34 |
| ---------- | - | - | - | - | - | - | - | - | - | -- | -- | -- | -- | -- | -- | -- | -- | -- | -- | -- | -- | -- | -- | -- | -- | -- | -- | -- | -- | -- | -- | -- | -- | -- |
| W/G/V      | V | G | G |   |   |   |   |   |   |    |    |    |    |    |    |    |    |    |    |    |    |    |    |    |    |    |    |    |    |    |    |    |    |    |

Winst
Gelijk
Verlies

#### Positieverloop
| Speelronde | 1  | 2  | 3  | 4 | 5 | 6 | 7 | 8 | 9 | 10 | 11 | 12 | 13 | 14 | 15 | 16 | 17 | 18 | 19 | 20 | 21 | 22 | 23 | 24 | 25 | 26 | 27 | 28 | 29 | 30 | 31 | 32 | 33 | 34 | Eindstand |
| ---------- | -- | -- | -- | - | - | - | - | - | - | -- | -- | -- | -- | -- | -- | -- | -- | -- | -- | -- | -- | -- | -- | -- | -- | -- | -- | -- | -- | -- | -- | -- | -- | -- | --------- |
| Stand      | 18 | 15 | 13 |   |   |   |   |   |   |    |    |    |    |    |    |    |    |    |    |    |    |    |    |    |    |    |    |    |    |    |    |    |    |    | .         |

Gestegen
Gelijk
Gezakt

#### Spelers statistieken
Bijgewerkt t/m 23 augustus 2015
| Speler             | Wedstr. | Aantal doelpunten | Aantal gele kaarten | Aantal 2× geel | Aantal rode kaarten | Aantal keren gewisseld | Aantal keren ingevallen |
| ------------------ | ------- | ----------------- | ------------------- | -------------- | ------------------- | ---------------------- | ----------------------- |
| Sergio Rochet      | 3       | 0                 | 0                   | 0              | 0                   | 0                      | 0                       |
| Mattias Johansson  | 3       | 0                 | 0                   | 0              | 0                   | 0                      | 0                       |
| Jeffrey Gouweleeuw | 3       | 0                 | 0                   | 0              | 0                   | 0                      | 0                       |
| Jop van der Linden | 3       | 0                 | 0                   | 0              | 0                   | 0                      | 0                       |
| Ridgeciano Haps    | 3       | 0                 | 0                   | 0              | 0                   | 0                      | 0                       |
| Derrick Luckassen  | 2       | 0                 | 0                   | 0              | 0                   | 0                      | 2                       |
| Celso Ortíz        | 2       | 0                 | 0                   | 0              | 0                   | 2                      | 0                       |
| Joris van Overeem  | 3       | 0                 | 1                   | 0              | 0                   | 2                      | 1                       |
| Markus Henriksen   | 3       | 1                 | 0                   | 0              | 0                   | 0                      | 0                       |
| Thom Haye          | 3       | 0                 | 0                   | 0              | 0                   | 0                      | 0                       |
| Vincent Janssen    | 3       | 0                 | 0                   | 0              | 0                   | 1                      | 0                       |
| Achille Vaarnold   | 1       | 0                 | 0                   | 0              | 0                   | 1                      | 0                       |
| Robert Mühren      | 3       | 1                 | 0                   | 0              | 0                   | 0                      | 3                       |
| Guus Hupperts      | 3       | 0                 | 0                   | 0              | 0                   | 1                      | 2                       |
| Dabney dos Santos  | 2       | 0                 | 0                   | 0              | 0                   | 1                      | 0                       |
| Muamer Tankovic    | 2       | 0                 | 0                   | 0              | 0                   | 1                      | 1                       |
| Eigen Doel         | 0       | 0                 | X                   | X              | X                   | X                      | X                       |
| Totaal             | 3       | 2                 | 1                   | 0              | 0                   | -                      | -                       |

## KNVB beker
|                                                      |    |         |           |                                            |
| 2e ronde Di 22/Wo 23/Do 24 september 2015, --.-- uur | AZ | - ( - ) | VVV-Venlo | :                                          |
| AFAS Stadion, Alkmaar toeschouwers: Scheidsrechter:  |    |         |           | Basisopstelling AZ: Toegepaste wissels AZ: |
| Bijzonderheden:                                      |    |         |           |                                            |

## Europa League

### Wedstrijdverslagen
| | |               | | |
| 3e voorronde Donderdag 30 juli 2015, 19.30 uur | AZ | 2 - 0 (1 - 0) | Istanbul Basaksehir | : Jeffrey Gouweleeuw |
| AFAS Stadion, Alkmaar Toeschouwers: 11.723 Scheidsrechter: Kevin Clancy                                                                                                   | Jop van der Linden (pen) '17 Markus Henriksen '45+2 Vincent Janssen '63                                                      |               | '14 Volkan Babacan '90+4 Ugur Uçar                                                                                             | Basisopstelling AZ: Sergio Rochet; Mattias Johansson, Jeffrey Gouweleeuw, Jop van der Linden, Ridgeciano Haps; Joris van Overeem, Markus Henriksen, Celso Ortiz, Thom Haye, Dabney dos Santos; Vincent Janssen Toegepaste wissels AZ: '46 Van Overeem A. Jóhannsson '74 Janssen Tankovic '86 Dos Santos Mühren               |
| Bijzonderheden: - Jop van der Linden en Vincent Janssen maakten hun officiële debuut voor AZ.                                                                             | |               | | |
| | |               | | |
| 3e voorronde Donderdag 6 augustus 2015, 19.00* uur | Istanbul Basaksehir | 1 - 2 (1 - 1) | AZ | : Jeffrey Gouweleeuw |
| Istanbul Büyükşehir Belediye Spor Kulübü, Istanboel Toeschouwers: 5.289 Scheidsrechter: Carlos Clos Gómez                                                                 | Doka Madureira '45 Gencer Cansev '74                                                                                         |               | '21 Markus Henriksen '74 Mattias Johansson '75 Joris van Overeem                                                               | Basisopstelling AZ: Sergio Rochet; Mattias Johansson, Jeffrey Gouweleeuw, Jop van der Linden, Ridgeciano Haps; Joris van Overeem, Markus Henriksen, Celso Ortiz, Thom Haye, Dabney dos Santos; Vincent Janssen Toegepaste wissels AZ: '68 Janssen Mühren '78 Dos Santos Vaarnold '86 Van Overeem Hupperts                    |
| Bijzonderheden: - * Aanvang is om 19.00 uur Nederlandse tijd, 20.00 uur lokale tijd. - Achille Vaarnold maakte zijn officiële debuut voor AZ. - AZ door naar de play-offs | |               | | |
| | |               | | |
| Play-offronde Donderdag 20 augustus 2015, 18.00 uur | Astra Giurgiu | 3 - 2 (3 - 2) | AZ | : Jeffrey Gouweleeuw |
| Stadionul Marin Anastasovici, Giurgiu Toeschouwers: 3.712 Scheidsrechter: Slavko Vincic                                                                                   | Fernando Henrique Boldrin '25 Cristian Oros '30 Denis Alibec '41 Alexandru Dandea '45+3 Gabriel Enache '52 Pedro Queirós '72 |               | '9 Joris van Overeem '11 Markus Henriksen '13 Vincent Janssen '22 Markus Henriksen '40 Derrick Luckassen '73 Mattias Johansson | Basisopstelling AZ: Sergio Rochet, Mattias Johansson, Jeffrey Gouweleeuw, Jop van der Linden, Ridgeciano Haps; Derrick Luckassen, Markus Henriksen, Celso Ortiz; Guus Hupperts, Vincent Janssen, Joris van Overeem Toegepaste wissels AZ: '46 Hupperts Lewis '65 Ortiz Haye '78 Janssen Mühren                               |
| Bijzonderheden: - Wedstrijd begon om 19:00 uur lokale tijd. | |               | | |
| | |               | | |
| Play-offronde Donderdag 27 augustus 2015, 20.00 uur | AZ | 2 - 0 (0 - 0) | Astra Giurgiu | : Jeffrey Gouweleeuw |
| AFAS Stadion, Alkmaar Toeschouwers: 9.679 Scheidsrechter: Robert Schörgenhofer                                                                                            | Dabney dos Santos '75 Jop van der Linden '80 Robert Mühren '85 Guus Hupperts '87 Sergio Rochet '90+3                         |               | '39 Gabriel Enache '87 Junior Morais '87 Fernando Henrique Boldrin '87 Alexandru Dandea                                        | Basisopstelling AZ: Sergio Rochet; Mattias Johansson, Jeffrey Gouweleeuw, Jop van der Linden, Ridgeciano Haps; Markus Henriksen, Derrick Luckassen, Thom Haye; Guus Hupperts, Vincent Janssen (78. Robert Mühren), Dabney dos Santos Toegepaste wissels AZ: '78 Luckassen Tankovic '78 Janssen Mühren '89 Dos Santos Wuytens |
| Bijzonderheden: - AZ door naar het hoofdtoernooi van de Europa League. | |               | | |
| | |               | | |
| GROEPSFASE Donderdag 17 september 2015, --.-- uur | ... | - ( - )       | ... | : |
| ..., ... Toeschouwers: Scheidsrechter: | |               | | Basisopstelling AZ: Toegepaste wissels AZ: |
| Bijzonderheden: | |               | | |
| | |               | | |
| GROEPSFASE Donderdag 1 oktober 2015, --.-- uur | ... | - ( - )       | ... | : |
| ..., ... Toeschouwers: Scheidsrechter: | |               | | Basisopstelling AZ: Toegepaste wissels AZ: |
| Bijzonderheden: | |               | | |
| | |               | | |
| GROEPSFASE Donderdag 22 oktober 2015, --.-- uur | ... | - ( - )       | ... | : |
| ..., ... Toeschouwers: Scheidsrechter: | |               | | Basisopstelling AZ: Toegepaste wissels AZ: |
| Bijzonderheden: | |               | | |
| | |               | | |
| GROEPSFASE Donderdag 5 november 2015, --.-- uur | ... | - ( - )       | ... | : |
| ..., ... Toeschouwers: Scheidsrechter: | |               | | Basisopstelling AZ: Toegepaste wissels AZ: |
| Bijzonderheden: | |               | | |
| | |               | | |
| GROEPSFASE Donderdag 26 november 2015, --.-- uur | ... | - ( - )       | ... | : |
| ..., ... Toeschouwers: Scheidsrechter: | |               | | Basisopstelling AZ: Toegepaste wissels AZ: |
| Bijzonderheden: | |               | | |
| | |               | | |
| GROEPSFASE Donderdag 10 december 2015, --.-- uur | ... | - ( - )       | ... | : |
| ..., ... Toeschouwers: Scheidsrechter: | |               | | Basisopstelling AZ: Toegepaste wissels AZ: |
| Bijzonderheden: | |               | | |

#### Stand Groepsfase
| pos | club | gs | w | g | v | pnt | dv | dt | ds |
| --- | ---- | -- | - | - | - | --- | -- | -- | -- |
| 1.  | ...  | 0  | 0 | 0 | 0 | 0   | 0  | 0  | 0  |
| 2.  | AZ   | 0  | 0 | 0 | 0 | 0   | 0  | 0  | 0  |
| 3.  | ...  | 0  | 0 | 0 | 0 | 0   | 0  | 0  | 0  |
| 4.  | ...  | 0  | 0 | 0 | 0 | 0   | 0  | 0  | 0  |

### Statistieken Europa League
Bijgewerkt tot en met 27 augustus 2015
| Speler             | Wedstr. | Aantal doelpunten | Aantal gele kaarten | Aantal 2× geel | Aantal rode kaarten | Aantal keren gewisseld | Aantal keren ingevallen |
| ------------------ | ------- | ----------------- | ------------------- | -------------- | ------------------- | ---------------------- | ----------------------- |
| Jeffrey Gouweleeuw | 4       | 0                 | 0                   | 0              | 0                   | 0                      | 0                       |
| Ridgeciano Haps    | 4       | 0                 | 0                   | 0              | 0                   | 0                      | 0                       |
| Thom Haye          | 4       | 0                 | 0                   | 0              | 0                   | 0                      | 1                       |
| Markus Henriksen   | 4       | 2                 | 2                   | 0              | 0                   | 0                      | 0                       |
| Guus Hupperts      | 3       | 0                 | 1                   | 0              | 0                   | 2                      | 1                       |
| Vincent Janssen    | 4       | 2                 | 0                   | 0              | 0                   | 3                      | 0                       |
| Aron Jóhannsson    | 1       | 0                 | 0                   | 0              | 0                   | 0                      | 1                       |
| Mattias Johansson  | 4       | 0                 | 2                   | 0              | 0                   | 0                      | 0                       |
| Fernando Lewis     | 1       | 0                 | 0                   | 0              | 0                   | 0                      | 1                       |
| Jop van der Linden | 4       | 2                 | 0                   | 0              | 0                   | 0                      | 0                       |
| Derrick Luckassen  | 2       | 0                 | 1                   | 0              | 0                   | 1                      | 0                       |
| Robert Mühren      | 4       | 1                 | 0                   | 0              | 0                   | 0                      | 4                       |
| Celso Ortíz        | 3       | 0                 | 0                   | 0              | 0                   | 1                      | 0                       |
| Joris van Overeem  | 3       | 1                 | 1                   | 0              | 0                   | 2                      | 0                       |
| Sergio Rochet      | 4       | 0                 | 1                   | 0              | 0                   | 0                      | 0                       |
| Dabney dos Santos  | 3       | 0                 | 1                   | 0              | 0                   | 3                      | 0                       |
| Muamer Tankovic    | 2       | 0                 | 0                   | 0              | 0                   | 0                      | 2                       |
| Achille Vaarnold   | 1       | 0                 | 0                   | 0              | 0                   | 0                      | 1                       |
| Jan Wuytens        | 1       | 0                 | 0                   | 0              | 0                   | 0                      | 1                       |
| Totaal             | 4       | 8                 | 9                   | 0              | 0                   | -                      | -                       |

ADO Den Haag ·
Ajax ·
AZ ·
SC Cambuur ·
Excelsior ·
Feyenoord ·
De Graafschap ·
FC Groningen ·
sc Heerenveen ·
Heracles Almelo ·
N.E.C. ·
PEC Zwolle · 
PSV ·
Roda JC Kerkrade ·
FC Twente ·
FC Utrecht ·
Vitesse ·
Willem II